# Lucia Zolviková
Lucia Zolviková (* 19. Februar 1985 in Poprad) ist eine slowakische Fußballspielerin.

## Karriere

### Verein
Am 4. Januar 2007 wechselte Zolviková vom FC Ajax Pakostov nach Österreich zum SCU Ardagger und eineinhalb Jahre später im Juli 2009 zum ASV Spratzern. Nachdem ihr Vertrag im Sommer 2010 bei ASV Spratzern ausgelaufen war, kehrte sie zum SCU Ardagger zurück. Am 25. Januar 2012 verließ sie den Abstiegsbedrohten Verein und wechselte zu DFC Leoben/GAK in die 2. Liga Ost/Süd. Im Dezember 2012 wechselte sie gemeinsam mit Teamkameradin und Landsfrau Denisa Štefanová zu SC ESV Parndorf 1919.

### International
Zolviková gehört zum Kader der slowakischen Fußballnationalmannschaft der Frauen.